# Maroesja Ljoebtsjeva
Maroesja Ivanova Ljoebtsjeva (Bulgaars: Маруся Иванова Любчева ) (Mitrovci (Oblast Montana), 20 juli 1949) is een Bulgaars politica.

## Loopbaan
Ljoebtsjeva voltooide in 1972 haar opleiding tot scheikundig ingenieur en vijf jaar later haalde ze haar doctoraat. Ze is aan de Assen Zlatarov-universiteit in Boergas werkzaam geweest als onderzoeksmedewerker, docente en decaan. Van 1991 tot 1995 was ze lid van de gemeenteraad van Boergas. Ze hield zich onder meer bezig met onderwijszaken. Van 1995 tot 2005 was ze adjunct-burgemeester van Boergas. In 2005 werd ze namens de Bulgaarse Socialistische Partij lid van de Nationale Vergadering.
Na de toetreding van Bulgarije tot de Europese Unie werd Ljoebtsjeva op 1 januari 2007 lid van het Europees Parlement. Ze maakte deel uit van de commissies juridische zaken, internationale handel en begrotingscontrole. Ze stelde zich niet verkiesbaar in de Europese Parlementsverkiezingen in 2009, maar op 7 juni 2013 werd ze alsnog opnieuw lid van het Europees Parlement. Ze verving Kristian Vigenin, die minister van Buitenlandse Zaken werd in het kabinet-Oresjarski.